# Кортеолона-е-Дженцоне
Кортеолона-е-Дженцоне (італ. Corteolona e Genzone) — муніципалітет в Італії, у регіоні Ломбардія,  провінція Павія. Муніципалітет утворено 1 січня 2016 року шляхом об'єднання муніципалітетів Кортеолона та Дженцоне.
Кортеолона-е-Дженцоне розташована на відстані близько 450 км на північний захід від Рима, 38 км на південь від Мілана, 18 км на схід від Павії.
Населення — 2576 осіб (2014).
Щорічний фестиваль відбувається 26 грудня. Покровитель — святий Степан.

## Демографія
Населення за роками:

Станом на 1 січня 2023 року в муніципалітеті офіційно проживало 611 іноземців з 24 країн, серед них 440 громадян країн Євросоюзу та 14 громадян України.

## Сусідні муніципалітети
- Бельджоїозо
- Коста-де'-Нобілі
- Філігера
- Джеренцаго
- Інверно-е-Монтелеоне
- Санта-Кристіна-е-Біссоне
- Торре-де'-Негрі
- Коп'яно